# تیم ملی هندبال سوریه
تیم ملی هندبال سوریه نمایندهٔ کشور سوریه در مسابقات بین‌المللی ورزش هندبال است.